# Aldisa zetlandica
Aldisa zetlandica is een slakkensoort uit de familie van de Cadlinidae. De wetenschappelijke naam van de soort werd voor het eerst geldig gepubliceerd in 1854 door Alder & Hancock.